# Я-Ты-Мы
Я-Ты-Мы (нем. Ich-Du-Wir, англ. think-pair-share) — дидактический метод, разрабатываемый швейцарскими педагогами Петером Галлином и Урсом Рафом. Концепция «Я-Ты-Мы» является частью дидактической концепции кооперативного обучения.
Суть методики заключается в том, что изучаемые материалы не презентируются учащимся непосредственно. Вместо этого изучаемый материал представляется в виде задачи, проблемы или загадки так, чтобы учащиеся самостоятельно пришли к его решению.
Весь процесс решения проблемы разбивается на три фазы. Каждая фаза проходит в течение заданного учителем времени.
| Фаза                  | Описание |
| --------------------- | --- |
| Подготовительная фаза | Учитель формулирует проблему. Представленная проблема должна носить открытый характер, однако не должна своей чрезмерной сложностью отталкивать учащихся от размышлений над нею. |
| Фаза «Я»              | Учащийся самостоятельно размышляет над проблемой. На данном этапе речь не идёт о том, чтобы ученики правильно ответили на вопрос. Здесь идёт первый сбор идей, мыслей, возможных вопросов к поставленной проблеме. Ученики могут ошибаться, строить предположения. Также на данном этапе учащиеся отмечают непонятные для себя моменты в проблеме, требующие дальнейшего пояснения. |
| Фаза «Ты»             | Учащийся сравнивает свои результаты с результатами партнёра (например, соседа по парте) или в своей группе (допустими вариации: группы из трёх или четырёх учащихся в зависимости от конкретной задачи). На этой фазе данные внутри группы обобщаются, и группа приходит к общему мнению, общему решению. На данном этапе речь не идёт о том, чтобы группа переняла лучшее решение. Каждый член группы обогащает своё понимание вопроса путём рассмотрения решений других членов группы. Учащиеся также учатся размышлять над чужим решением. |
| Фаза «Мы»             | Группы дискутируют между собой, и класс приходит к обобщённому решению проблемы. Немаловажным является также восприятие полученного решения как общего продукта. Таким образом, учащиеся учатся работать в группах. |

Галлин и Руф обобщают эти три фазы в три краткие словесные формулы, понятные учащимся:
- Так это делаю я.
- А как ты это делаешь?
- Мы будем делать это так!

Дидактический принцип «Я—Ты—Мы» более всего подходит для следующих ситуаций:
- Проблема имеет несколько (или даже множество) решений.
- Проблему можно разрешить различными способами (при одном правильном ответе).